# Hakan Ünsal
Hakan Ünsal (Sinope, Turquía, 14 de mayo de 1973) es un exfutbolista turco que jugaba como lateral izquierdo.

## Selección nacional
Fue internacional con la selección de fútbol de Turquía en 33 ocasiones. Formó parte de la selección que obtuvo el tercer lugar en la Copa del Mundo de 2002.

### Participaciones en Copas del Mundo
| Mundial                        | Sede                | Resultado    | Partidos | Goles |
| ------------------------------ | ------------------- | ------------ | -------- | ----- |
| Copa Mundial de Fútbol de 2002 | Corea del Sur Japón | Tercer lugar | 4        | 0     |

### Participaciones en Eurocopas
| Copa          | Sede                 | Resultado        | Partidos | Goles |
| ------------- | -------------------- | ---------------- | -------- | ----- |
| Eurocopa 2000 | Bélgica Países Bajos | Cuartos de final | 2        | 0     |

## Clubes
| Club             | País       | Año       |
| ---------------- | ---------- | --------- |
| Karabükspor      | Turquía    | 1993-1994 |
| Galatasaray      | Turquía    | 1994-2002 |
| Blackburn Rovers | Inglaterra | 2002      |
| Galatasaray      | Turquía    | 2002-2005 |
| Çaykur Rizespor  | Turquía    | 2005-2006 |

## Palmarés

### Campeonatos nacionales
| Título               | Club        | País    | Año  |
| -------------------- | ----------- | ------- | ---- |
| Supercopa de Turquía | Galatasaray | Turquía | 1996 |
| Copa de Turquía      | Galatasaray | Turquía | 1996 |
| Copa TSYD (Estambul) | Galatasaray | Turquía | 1997 |
| Supercopa de Turquía | Galatasaray | Turquía | 1997 |
| 1. Lig               | Galatasaray | Turquía | 1997 |
| Copa TSYD (Estambul) | Galatasaray | Turquía | 1998 |
| 1. Lig               | Galatasaray | Turquía | 1998 |
| Copa TSYD (Estambul) | Galatasaray | Turquía | 1999 |
| 1. Lig               | Galatasaray | Turquía | 1999 |
| Copa de Turquía      | Galatasaray | Turquía | 1999 |
| 1. Lig               | Galatasaray | Turquía | 2000 |
| Copa de Turquía      | Galatasaray | Turquía | 2000 |
| Superliga de Turquía | Galatasaray | Turquía | 2002 |
| Copa de Turquía      | Galatasaray | Turquía | 2005 |

### Copas internacionales
| Título              | Club        | Sede                   | Año  |
| ------------------- | ----------- | ---------------------- | ---- |
| Copa de la UEFA     | Galatasaray | Copenhague (Dinamarca) | 2000 |
| Supercopa de Europa | Galatasaray | Mónaco                 | 2000 |